# 艾倫鎮區 (愛荷華州哈里森縣)
艾倫鎮區（英語：Allen Township）是位於美國愛荷華州哈里森縣的一個行政鎮區。

## 地方資料
根據2010年美國人口普查的數據，艾倫鎮區的面積為93.32平方千米，當中陸地面積為93.31平方千米，而水域面積為0.01平方千米。當地共有人口199人，而人口密度為每平方千米2.13人。